# Senecio crassissimus
Senecio crassissimus és una espècie de planta del gènere Senecio, que pertany a la família de les Asteraceae i endèmica de Madagascar. Inclouen plantes perennes, anuals, suculentes, arbustos o petits arbres.

## Descripció
Configura un arbust de baix port (75 – 80 cm d'altura), amb suculents tiges dreçats i robustos, envoltats per gruixudes fulles rígides, ovalades, de color blau grisenc. Els marges de les fulles són llisos i perfilats de color porpra igual que els reduïts pecíols que són del mateix color. Les mates velles van perdent el fullatge de la base, i les tiges adquireixen una tonalitat de color castany. Les flors són grogues i sorgeixen en els extrems de llargues tiges que apunten molt per sobre de la mata. Agraeix els llocs molt lluminosos que comptin amb algunes hores de sol al dia i es propaga per esqueixos.